# Angelina Sörgel
Angelina Sörgel (* 1948 in Berlin) ist eine deutsche Wirtschaftswissenschaftlerin.

## Werdegang
Angelina Sörgel ist das fünfte Kind von Erna Maria Johansen und Henri Johansen (Ernest J. Salter). Sie studierte von 1970 bis 1972 an der Freien Universität Berlin Volkswirtschaft und wechselte nach dem Vordiplom 1973 an die Universität Bremen. 1975 machte sie das Diplom als Diplomökonom. 1976 bis 1989 arbeitete sie zunächst als Lehrbeauftragte und nach der Promotion als wissenschaftliche Mitarbeiterin an der Universität Bremen. Ihre Arbeitsgebiete waren Wirtschafts- und Finanzpolitik, Monopoltheorie und Bilanzanalyse. 1980 hatte sie promoviert bei Jörg Huffschmid und Rudolf Hickel.
1990 bis 1999 war sie als Referentin für Finanz-, Steuer- und Haushaltspolitik an der Arbeiterkammer Bremen tätig. Von 2000 bis 2013 wechselte sie ins Rathaus Bremen; dort wurde ihr die Sonderaufgabe „Modernisierung der bundesstaatlichen Finanzbeziehungen“ (Reform des Länderfinanzausgleich/Föderalismusreform) in der Senatskanzlei Bremen übertragen.
Von 1976 bis 1991 arbeitete Sörgel mit bei der Arbeitsgruppe Alternative Wirtschaftspolitik. Von 1983 bis 1989 war Sörgel Mitglied des wissenschaftlichen Beirats des Instituts für Marxistische Studien und Forschungen (IMSF).
1995 trat sie in die SPD ein.
Angelina Sörgel ist seit 1972 verheiratet mit Peter Sörgel und Mutter zweier Kinder.
Ehrenämter:
Von der Arbeiterkammer wurde sie als Laienrichterin am Finanzgericht Bremen entsendet. Sie war 1999/2000 und 2011–2015 gewähltes Mitglied des Stadtteilparlaments Beirat Östliche Vorstadt/Peterswerder. 2010 gründete sie zusammen mit Walter Ruffler und Günter Knebel eine Initiative gegen Bahnlärm ([Bahnlärminitiative Bremen]).
Angelina Sörgel ist Hobbymalerin und hatte Ausstellungen in Bremen und in Formentera.

## Schriften (Auswahl)
- Investitionsdeterminanten und Wirtschaftspolitik. Eine Abhandlung unter besonderer Berücksichtigung des monopolistischen Investitionsverhaltens. München, 1980
- Finanzkapital und Staatsverschuldung. In: Jahrbuch des Instituts für Marxistische Studien und Forschungen 04/1981. Frankfurt am Main, 1981
- (mit Jörg Goldberg) Grün-alternative Wirtschaftskonzeptionen. Analyse und Kritik. Institut für Marxistische Studien und Forschungen, Frankfurt am Main, 1982
- Daimler-Benz – der Multi im Musterländle. PIW, Bremen 1986, ISBN 3-925139-06-0.
- Entschleierte Profite. Bilanzlesen leicht gemacht. Eine Anleitung zur Bilanzanalyse für Betriebsräte und Vertrauensleute, Arbeiter und Angestellte, Männer und Frauen. Verfasst im Auftrag des IMSF von einer Arbeitsgruppe unter Leitung von Dieter Schmidt. Vollkommen neu bearbeitet und erweitert von Angelina Sörgel. Frankfurt am Main, 1987
- Stadtstaat mit Zukunft? Zu den Perspektiven der Freien Hansestadt Bremen, Bremen 1995 (mit Joachim Schuster), ISBN 3-86108-264-0
- Dreimal ist Bremer Recht – Bremens Stellung im Länderfinanzausgleich nach dem Urteil des Bundesverfassungsgerichts 1999, Bremen 2000, ISBN 3-88722-464-7
- Aus dem Kriegstagebuch von Erna Maria Johansen – 1939 bis 1945, Bremen 2024, ISBN 978-3-949116-19-3